# (181902) 1999 RD215
(181902) 1999 RD215 là một vật thể năm trong đĩa phân tán với đường kính khoảng 175 km (110 dặm). Nó được phát hiện vào ngày 06 tháng 9 năm 1999, bởi Chad Trujillo, Jane Lưu, và David Jewitt.